# Рольф Торсен
Рольф Торсен (норв. Rolf Thorsen, 22 лютого 1961) — норвезький академічний веслувальник.
Срібний призер Олімпійських Ігор 1988, 1992 років у складі парної четвірки, учасник 1984 року.
Чемпіон світу 1982, 1989, 1994 років у складі парної двійки, срібний призер 1983, 1993 років у складі парної двійки, бронзовий призер 1981 року в складі парної двійки.